# Anabaena flos-aquae
Anabaena flos-aquae je druh sinice z rodu Anabaena.

## Popis
Tato vláknitá sinice je schopná klouzavého pohybu. Produkuje některé cyanotoxiny (anatoxin-α) a mnohdy způsobuje při přemnožení vodní květ. Jedovatost jejích toxinů byla prokázána i experimenty na myších, které umírají po injekci extraktu z těchto sinic po 10–24 hodinách.
Uvažovalo se o využití této sinice k výrobě speciálních vzduchových měchýřků na buněčné úrovni, které by se přidávaly při kultivaci buněčných linií do suspenze, aby zvýšily množství dostupného kyslíku pro pěstované buňky.